# Дроздовка (река)
Дроздовка — река в России, протекает по территории Ловозерского района Мурманской области. Впадает в губу Дроздовку Баренцева моря. Длина реки — 27 км, площадь водосборного бассейна — 413 км². Берёт своё начало из озера Верхнее Песочное, далее протекает через озера Нижнее Песочное, Кашкъявр, Кенчадзъявр, Парквадзеявр, Лыйнъявр, Каукецъявр, Дроздов-явр.

## Данные водного реестра
По данным государственного водного реестра России относится к Баренцево-Беломорскому бассейновому округу, водохозяйственный участок реки — реки бассейна Баренцева моря от восточной границы бассейна реки Воронья до западной границы бассейна реки Иоканга (мыс Святой Нос). Речной бассейн реки — бассейны рек Кольского полуострова, впадает в Баренцево море.